# National Premier Leagues Victoria
National Premier Leagues Victoria (w skrócie NPL Victoria) – piłkarskie rozgrywki na najwyższym szczeblu w stanie Wiktoria. Organizowane i zarządzane przez federacje stanową Football Federation Victoria. Założone w 1909 roku pod nazwą Victoria  Division One, od 1958 roku funkcjonowały pod nazwą Victoria State League, a od 1991 roku jako Victoria Premier League. W 2014 roku Victorian Premier League weszła w skład National Premier Leagues, zmieniając tym sam nazwę na National Premier Leagues Victoria.

## Mistrzowie rozgrywek
Najbardziej utytułowanym klubem w historii rozgrywek jest South Melbourne FC (wcześniej pod nazwą South Melbourne Hellas), który 10-krotnie zdobywał tytuł mistrzowski.
| - 1909 – Carlton United - 1910 – Carlton United - 1911 – Williamstown - 1912 – Williamstown - 1913 – Yarraville - 1914 – Melbourne Thistle - 1915 – Melbourne Thistle - 1916 – nierozgrywane - 1917 – nierozgrywane - 1918 – nierozgrywane - 1919 – Northumberland - 1920 – Northumberland - 1921 – Windsor - 1922 – Northumberland - 1923 – St Kilda - 1924 – Footscray Thistle - 1925 – Melbourne Thistle - 1926 – Footscray Thistle - 1927 – Prahran City - 1928 – Flinders Naval Depot - 1929 – Footscray Thistle - 1930 – Footscray Thistle - 1931 – Brunswick - 1932 – Footscray Thistle - 1933 – Royal Caledonians - 1934 – Hakoah - 1935 – Hakoah - 1936 – Moreland FC - 1937 – Moreland FC - 1938 – Hakoah - 1939 – Prahran - 1940 – Nobels - 1941 – Moreland FC - 1942 – Prahran - 1943 – Moreland/Hakoah - 1944 – Prahran - 1945 – Prahran - 1946 – Moreland FC - 1947 – Sunshine United |  | - 1948 – Box Hill - 1949 – Brighton - 1950 – Sunshine United - 1951 – Yallourn - 1952 – Brunswick Juventus - 1953 – Brunswick Juventus - 1954 – Brunswick Juventus - 1955 – Brunswick Juventus - 1956 – Brunswick Juventus - 1957 – Footscray JUST - 1958 – Brunswick Juventus - 1959 – Wilhelmina - 1960 – KP Polonia - 1961 – KP Polonia - 1962 – South Melbourne Hellas - 1963 – Footscray JUST - 1964 – South Melbourne Hellas - 1965 – South Melbourne Hellas - 1966 – South Melbourne Hellas - 1967 – Melbourne Hungaria - 1968 – Croatia - 1969 – Footscray JUST - 1970 – Brunswick Juventus - 1971 – Footscray JUST - 1972 – South Melbourne Hellas - 1973 – Footscray JUST - 1974 – South Melbourne Hellas - 1975 – Fitzroy United Alexander - 1976 – South Melbourne Hellas - 1977 – Sunshine George Cross - 1978 – Essendon Croatia - 1979 – Essendon Croatia - 1980 – Preston Makedonia - 1981 – Green Gully - 1982 – Green Gully - 1983 – Green Gully - 1984 – Morwell Falcons - 1985 – Croydon City - 1986 – Croydon City |  | - 1987 – Maribyrnong Polonia - 1988 – Heidelberg United - 1989 – Morwell Falcons - 1990 – Heidelberg United - 1991 – Brunswick Juventus - 1992 – North Geelong Warriors - 1993 – Bulleen Lions - 1994 – Preston Lions FC - 1995 – Altona Magic - 1996 – Altona Magic - 1997 – Altona Magic - 1998 – Bulleen Inter Kings - 1999 – Green Gully SC - 2000 – Green Gully SC - 2001 – Heidelberg United - 2002 – Preston Lions FC - 2003 – Green Gully SC - 2004 – Bulleen Zebras - 2005 – Green Gully SC - 2006 – South Melbourne FC - 2007 – Preston Lions FC - 2008 – Altona Magic - 2009 – Altona Magic - 2010 – Green Gully SC - 2011 – Green Gully SC - 2012 – Dandenong Thunder SC - 2013 – Northcote City FC - 2014 – South Melbourne FC - 2015 – Bentleigh Greens - 2016 – South Melbourne FC - 2017 – Bentleigh Greens - 2018 – Heidelberg United FC |

Źródło: Socceraust.co.uk.